# Hilma Contreras
Hilma Contreras Castillo (8 de diciembre de 1913 – 15 de enero de 2006) fue una escritora dominicana. En el año 2002, fue galardonada con el Premio Nacional de Literatura. Luego de una intensa difusión de su obra narrativa llevada a cabo por su Albacea literaria y documental Ylonka Nacidit-Perdomo desde 1986. 

## Biografía
Nació en San Francisco de Macorís el 8 de diciembre de 1913 y murió el 15 de enero de 2006. Hija de la Sra. Juana María Castillo y del Dr. Darío Contreras, primer cirujano dominicano especializado en ortopedia y precursor de esa especialidad en el país, por lo cual el principal hospital de traumatología lleva su nombre.
Fue la primera mujer en ganar el Premio Nacional de Literatura en el 2002. Su redescubrimiento literario se atribuye a Manuel Mora Serrano. Fue la primera mujer en hacer literatura con un marcado acento de género, en el cual destacaba las condiciones de sometimiento social, legal y afectivo de las mujeres. Alfabetizada en París, cursó allí estudios de las lenguas francesa e inglesa, de literatura y arqueología; aunque regresó en el 1933 al país, pasaba vacaciones en su pueblo natal y en Santiago, donde transcurrieron algunos años de su infancia.
En 1937 y alentada por Juan Bosch, comenzó a escribir cuentos que fueron publicados en diferentes diarios, especialmente en la Información, de Santiago. Publicó dos volúmenes de cuentos: 4 Cuentos (1953) n.º 3 de la Colección La Isla Necesaria y El Ojo de Dios, Cuentos de la Clandestinidad (1962) Colección Baluarte, Ediciones Brigadas Dominicanas, y uno de ensayo: Doña Endrina de Calatayud (1952). Además, La Tierra esta Bramando (1986), novela corta. Tiene inéditas: "Pueblo Chiquito" (Ficción y realidad), "La Carnada" (cuentos de relatos de ayer) y "De Aquí y de Allá", apuntes. Entre dos Silencios (1987), y Facetas de la Vida (1993) hecha por la autora del material que atesora sin ser recogido en libro, salvo, La Ventana, que apareció en 4 Cuentos. 
En el 1993 Ylonka Nacidit-Perdomo publica el libro de ensayos Hilma Contreras: Una Vida en Imágenes 1913-1993. 
El relato «La espera» de Hilma Contreras circula desde el 2020 en la antología «Cuentistas latinoamericanas» de la Colección Vindictas de la UNAM. 

## Libros publicados
- Doña Endrina de Calatayud (1952)
- 4 cuentos (1953)

El  diablo y su hermana (1920)
- El ojo de Dios: Cuentos de la clandestinidad (1962)
- La tierra está bramando (1986)
- Entre dos silencios (1987)[9]
- Facetas de la vida (1993)
- La carnada (2007)
- Cibao, 1938 (relatos) (2018)
- Aury Ramirez (en prensa)